# Ichneumon cunitzae
Ichneumon cunitzae is een vliesvleugelig insect (orde Hymenoptera) uit de familie van de gewone sluipwespen (Ichneumonidae). De wetenschappelijke naam van de soort werd in 2016 door Rebecca Kittel gepubliceerd als nomen novum voor Ichneumon impressus Gmelin, 1790: 2704 non Ichneumon impressus Gmelin, 1790: 2698 (Johann Friedrich Gmelin gaf de naam in dezelfde publicatie aan twee verschillende soorten).
De naam eert Maria Cunitz (1610–1664), een Silezisch astronome.